# EuroKommunal
EuroKommunal ist eine Fachzeitschrift für österreichische Städte und Gemeinden.

## Geschichte
Das Fachmagazin EuroKommunal wurde im Jahr 2001 von Richard Wawricka gegründet und richtet sich an Gemeinden, Bauhöfe, Länder und Straßenmeistereien.
Im Jahr 2009 übernahm EuroKommunal die Fachmesse ASTRAD & AustroKommunal.

## Rubriken
Folgende Rubriken sind feste Bestandteile des Magazins:
- Gemeinden
- Städtebund
- EU-News
- Energie
- Verkehr
- Service
- EuroKommunal Exclusiv (Bürgermeisterinterview)

## Weblink
- EuroKommunal (Memento vom 3. Dezember 2021 im Internet Archive)